# St. Gallenkappel

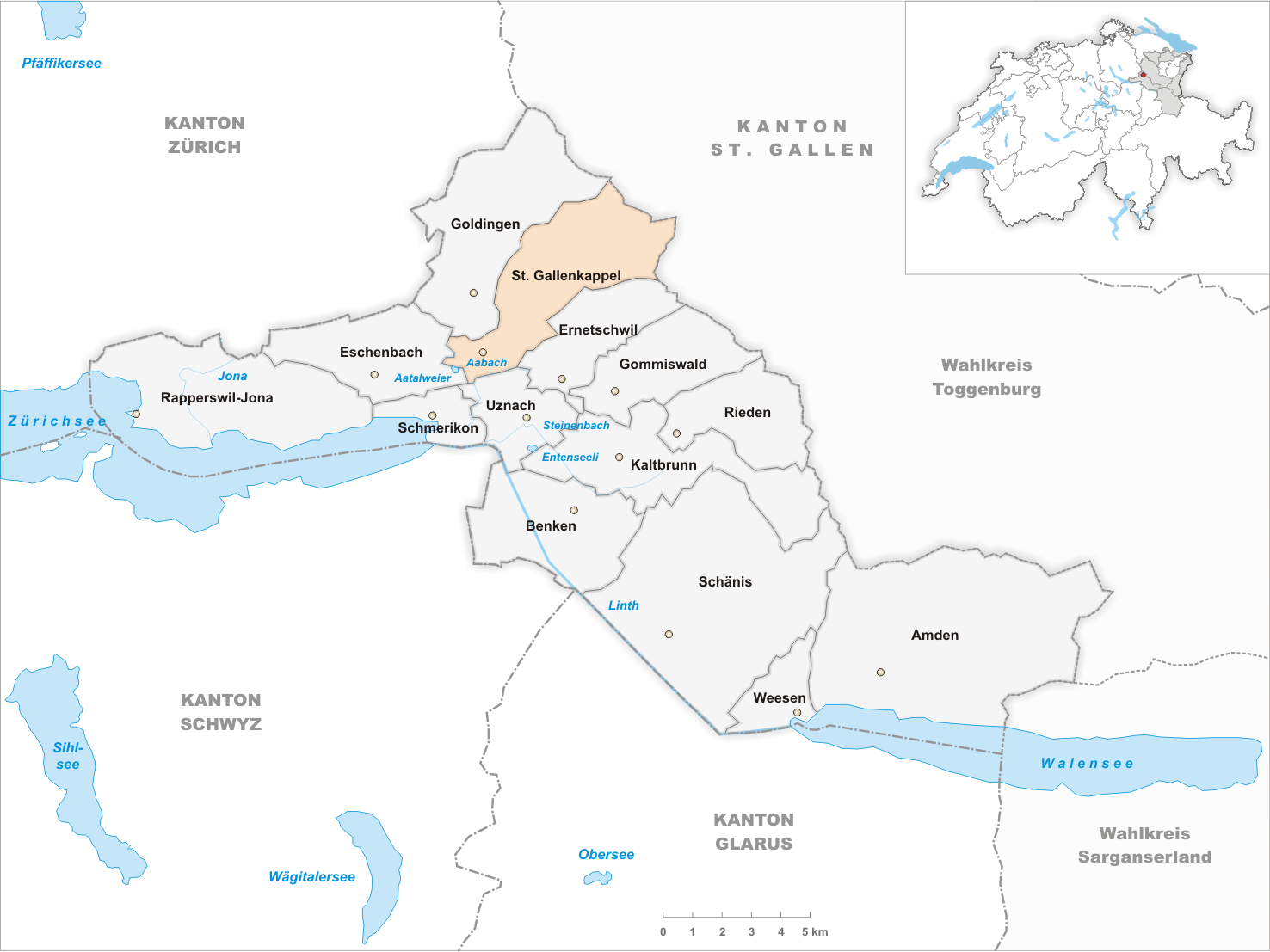
Gemeindestand vor der Fusion am 1. Januar 2013

St. Gallenkappel ist eine ehemalige Politische Gemeinde und eine Ortschaft der Gemeinde Eschenbach im Wahlkreis See-Gaster im Kanton St. Gallen.

## Geographie

Historisches Luftbild aus 500 m von Walter Mittelholzer von 1927

Das Dorf St. Gallenkappel liegt an der Hauptstrasse 8 zwischen Wattwil und Rapperswil-Jona, etwa drei Kilometer nördlich von Uznach und Schmerikon. St. Gallenkappel auf etwa 570 m ü. M. besteht unter anderem aus den Weilern Würzengässli, Berg, Gerendingen, Oberrain, Gwadt, zum Spycher, Rössliwies, Dorf, Oberdorf, Kronenwiese, Holz und Betzikon.

## Geschichte
St. Gallenkappel gehörte bis in das 18. Jahrhundert der Gemeinde Rüeterswil. Das Dorf St. Gallenkappel entstand um 1750. Wo heute die Pfarrkirche steht, wurde vermutlich bereits im 9. Jahrhundert eine Galluskapelle gebaut, die dem Heiligen Gallus geweiht war und dem Ort den Namen gab.
1803 wurde St. Gallenkappel zu einer eigenständigen politischen Gemeinde des neu gegründeten Kantons St. Gallen. Das damals im Bezirk Uznach gelegene Dorf bestand aus den Dörfern St. Gallenkappel, Rüeterswil und Walde. Rüeterswil liegt auf etwa 700 m und besteht aus den Weilern Obermatten und Dorf. Walde auf 840 m Höhe besteht aus Widen, Dorf, Rütihalde und Oberricken. Der höchste Punkt dieser Gemeinde war der Tweralpspitz mit 1331 m ü. M., der tiefste im Aabachtobel mit 439 m. 1831 wurde St. Gallenkappel in den Seebezirk eingegliedert, 2003 in den Wahlkreis See-Gaster.
Auf 2013 fusionierte St. Gallenkappel mit Eschenbach und Goldingen zur neuen Gemeinde Eschenbach.
| Jahr      | 1850  | 1900  | 1950  | 1980 | 2000  | 2010 |
| Einwohner | 1229  | 1008  | 1110  | 1234 | 1719  | 1289 |
| Quelle    | [ 2 ] | [ 2 ] | [ 2 ] |      | [ 2 ] |      |

## Sehenswürdigkeiten
Pfarrkirche „St. Laurentius und St. Gallus“, Architekt Jakob Grubenmann, Barockmaler der Deckengemälde Joseph Ignaz Weiss, Bauzeit 1754–64.

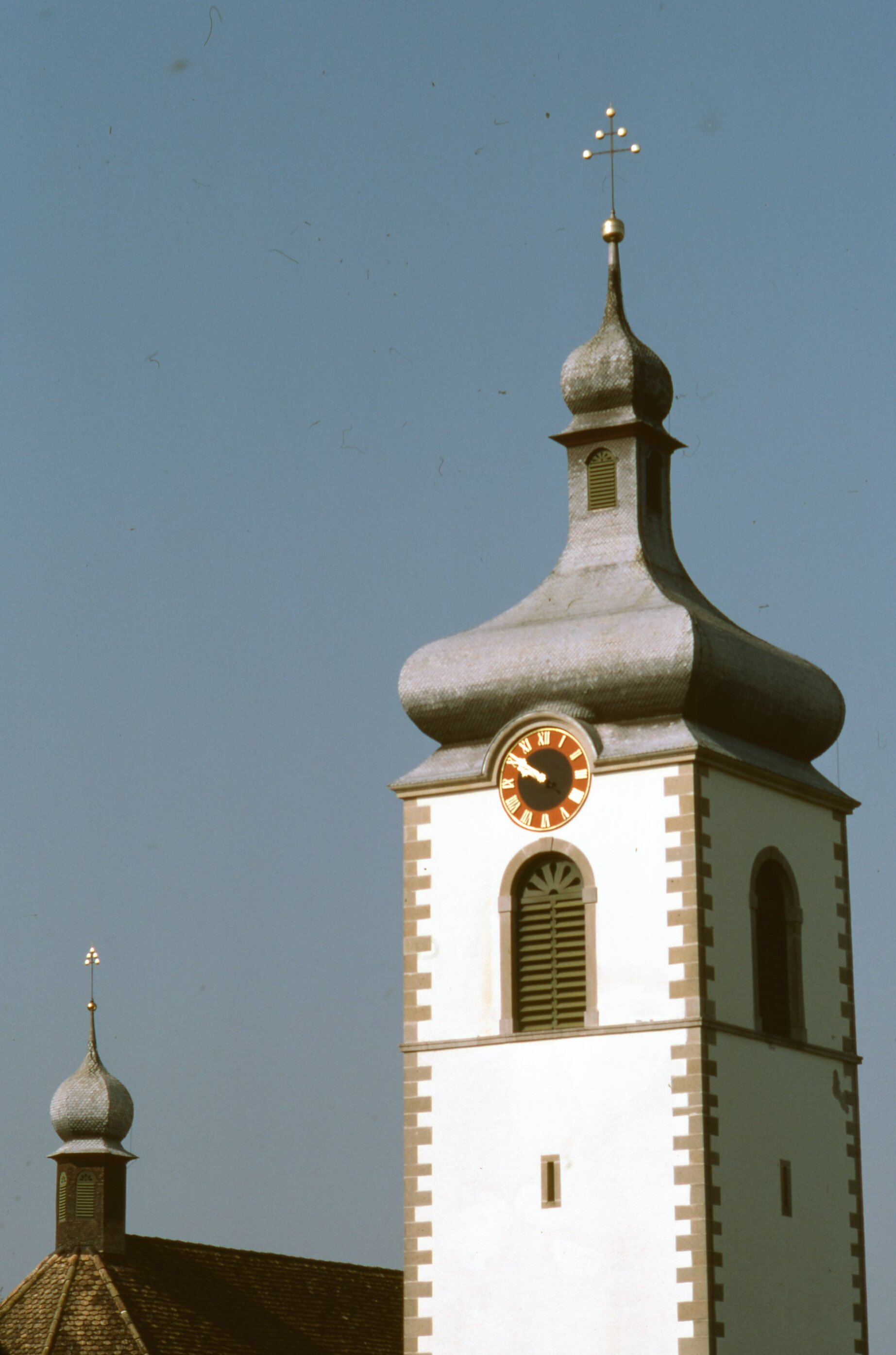
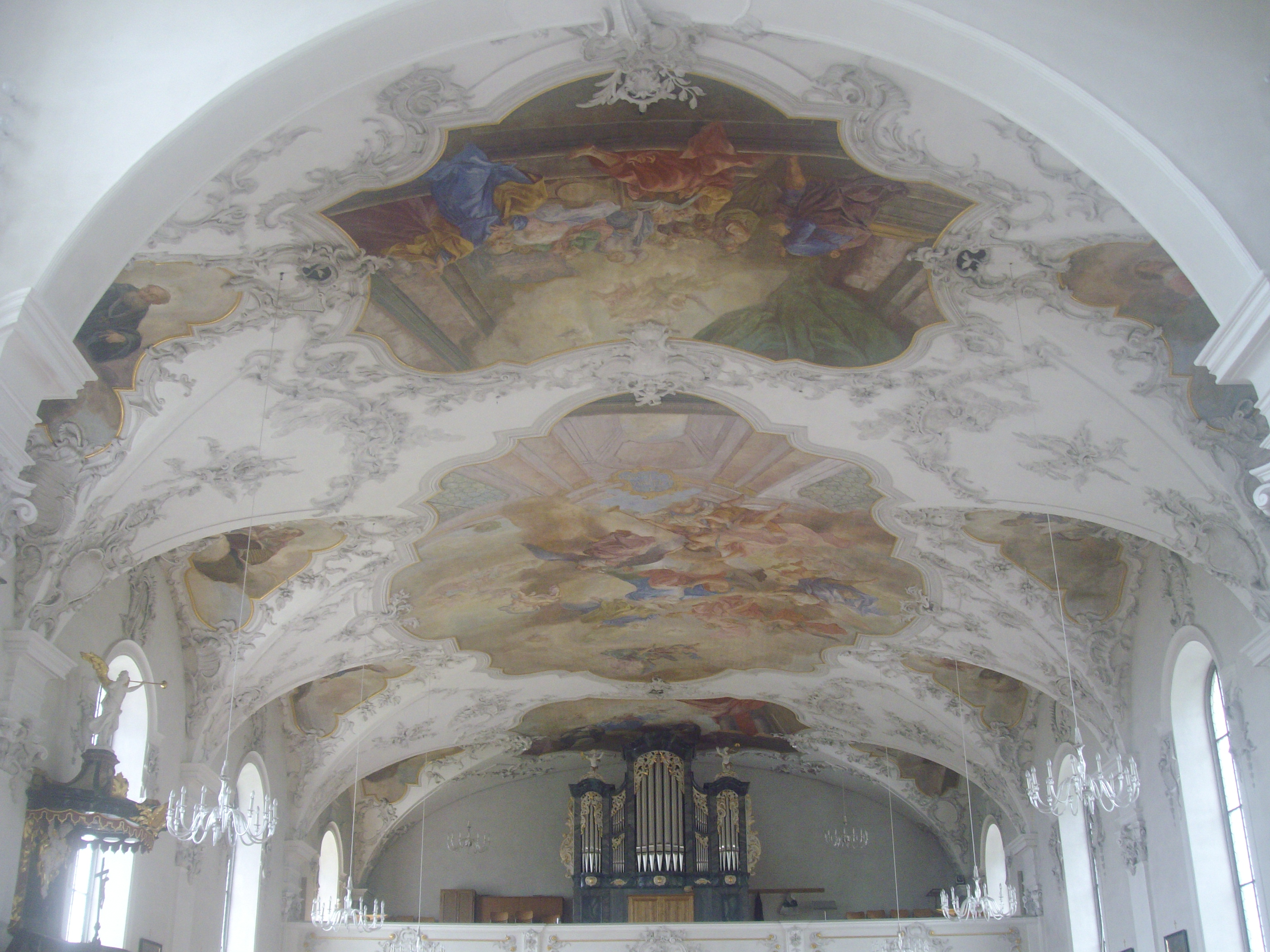

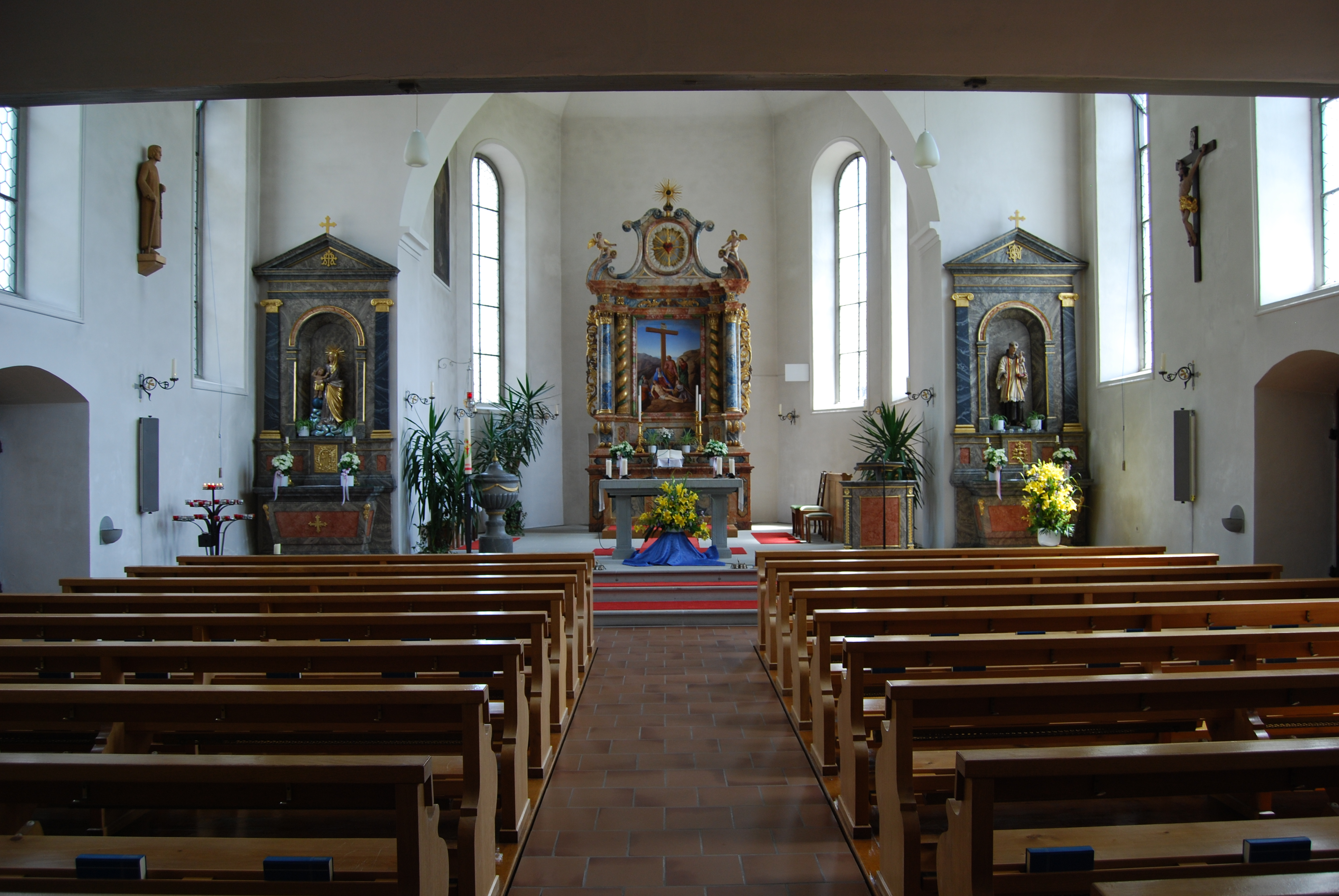
Innenansicht der Antonius-Kirche in Walde SG
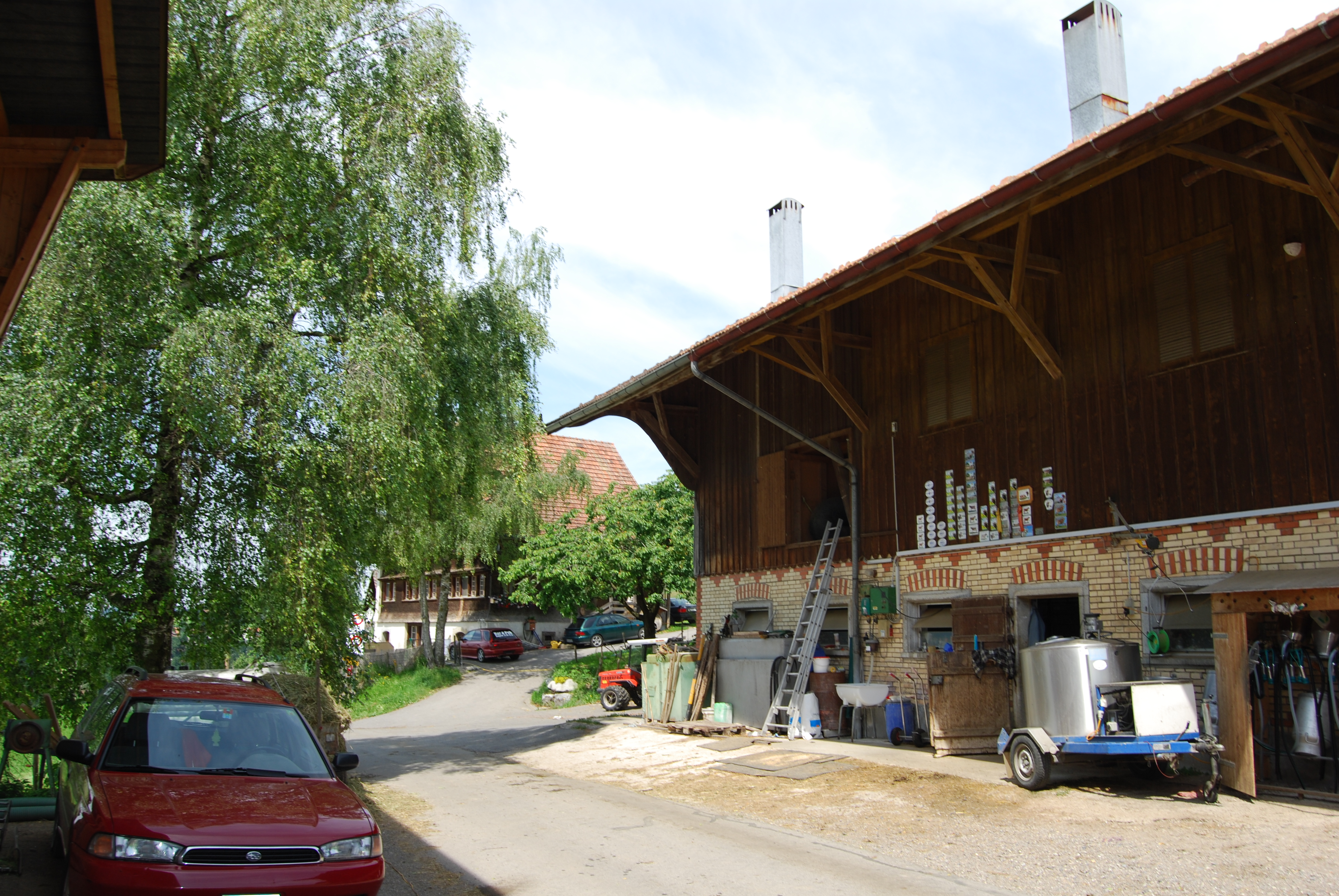
Der Weiler Feldli
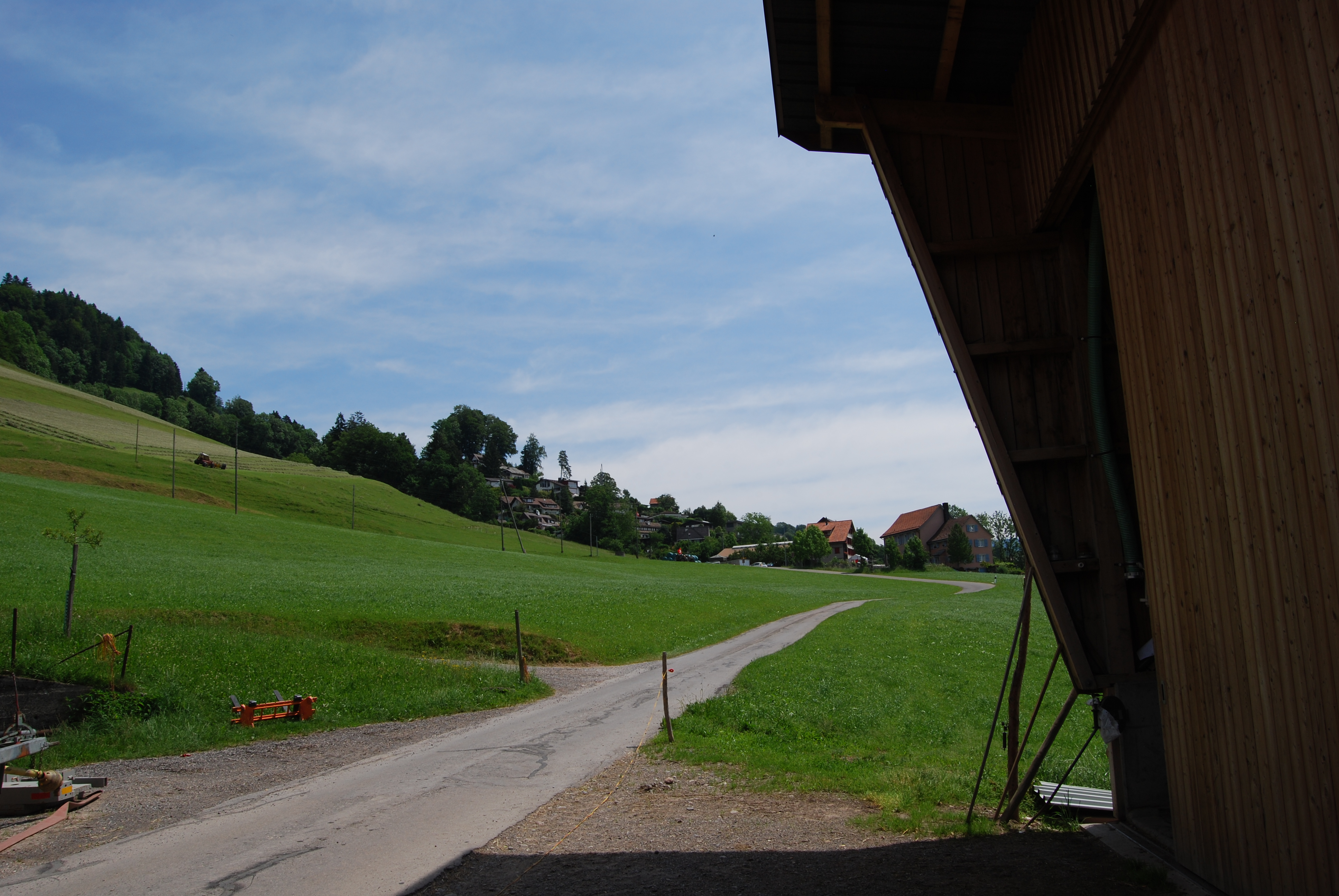
Haspel

## Persönlichkeiten
- Alfredo Battistini (1953–2008), Bildhauer, Zeichner und Sportler
- Peter Gross (1941–2023), Soziologe
- Rolf Knie (* 1949), Kunstmaler, Artist und Schauspieler